# Satoshi Yashiro
Satoshi Yashiro (八代 敏 Yashiro Satoshi?,  nacido el 10 de diciembre de 1974 en Ibaraki) es un exfutbolista japonés. Jugaba de defensa y su último club fue el Mito HollyHock de Japón.

## Trayectoria

### Clubes
| Club           | País  | Año         |
| -------------- | ----- | ----------- |
| Mito HollyHock | Japón | 1993 - 2000 |